# Колбецька Марія Андріївна
Марія Андріївна Колбецька (нар. 5 березня 1912, тепер Російська Федерація — ?) — радянська профспілкова діячка, голова ЦК профспілки робітників текстильної і легкої промисловості СРСР. Член Центральної Ревізійної комісії КПРС у 1966—1971 роках.

## Життєпис
У 1930—1936 роках — робітниця, помічник майстра, майстер Балашихінської суконної фабрики Московської області.
Член ВКП(б) з 1937 року.
У 1938 році закінчила Московський текстильний інститут.
У 1938—1941 роках — начальник цеху, головний інженер Балашихінської суконної фабрики Московської області.
У 1943—1961 роках — на партійній роботі.
У 1961—1962 роках — начальник управління шерстяної і шовкової промисловості Ради народного господарства Московського обласного економічного адміністративного району.
У квітні 1962 — 1972 року — голова ЦК профспілки робітників текстильної і легкої промисловості СРСР.
Потім — на пенсії в Москві.

## Нагороди
- ордени
- медалі